# João Paulo Monteiro de Andrade
João Paulo Monteiro de Andrade (? — ?) foi um político brasileiro.
Foi presidente da província do Maranhão, de 17 de novembro de 1881 a 7 de março de 1882.